# 無活塞旋轉式引擎
無活塞旋轉式引擎（英語：pistonless rotary engine）乃是一種沒有活塞的往復式內燃機。跟一般往復式發動機不同的是，此類引擎以轉子（rotor）取代活塞，故有時稱作轉子活塞（rotary piston）。最顯著的例子便是汪克爾引擎，乃至於後來延伸發展的馬自達轉子引擎。

## 概要
無活塞旋轉式引擎的基本概念是去除活塞，以轉子做為運轉元件，以便減少運轉震動及迴旋運動造成的應力。目前正式量產的僅有汪克爾引擎與馬自達轉子引擎，不過仍有許多處於研發階段的無活塞旋轉式引擎。

## 種類區分

### 正式量產
- 比徹姆·陶爾（英语：Beauchamp Tower）於19世紀發明的球狀蒸汽機
- 汪克爾引擎
- 馬自達轉子引擎
- 阿特金森循環

### 發展階段
- 拜林發動機（Baylin engine）[1]
- Engineair發動機（英语：Angelo Di Pietro (inventor)）[2]
- 液體活塞發動機（英语：Liquidpiston）[3][4]：改良傳統汽油引擎和汪克爾引擎的熱力循環模式，改導入高效率混合循環（英语：High-efficiency hybrid cycle）技術。馬自達轉子引擎的轉子為三角飯糰形，此具引擎則改成橢圓形，可降低運轉噪音和震動，讓燃燒效率提高60%[5]。該公司的原型機排氣量70c.c.、重量不到1.8公斤，可輸出3ps的最大馬力。跟相同功率的汽油引擎相比，重量減輕了10倍。但最大的缺點是平均維修時間落在1千小時，其可靠性仍不及傳統活塞式引擎。
- 無曲軸發動機[6]
- 漢密爾頓·沃克（英语：Hamilton Walker (inventor)）發動機
- 奎西渦輪（英语：Quasiturbine）發動機
- 內部散熱衝力結構發動機（英语：IRIS engine）[7]
- 蘭德凸輪發動機（Rand Cam engine）[8]
- RKM發動機（英语：RKM engine）（來自德語「Rotationskolbenmaschine」）
- 薩里奇軌道發動機（英语：Orbital engine）（Sarich orbital engine）
- 三達因發動機（Tri-Dyne engine）[9]
- 搖擺活塞發動機（英语：Swing-piston engine）
- 波碟發動機（英语：Wave disk engine）
- 約諾華發動機（英语：Jonova engine）
- 雷諾藍巴勒葉片轉子發動機（Renault-Rambler lobular rotor engine）：西班牙專利號碼0313466號[10]

### 概念階段
- Gerotor發動機（英语：Gerotor）
- 荷西·伊格納西奧·馬汀-阿塔霍（José Ignacio Martín-Artajo）的轉子發動機
- 荷西·瑪利亞·博世-巴拉塔（José María Bosch Barata）的轉子發動機：西班牙專利號碼0228187、0254176、0407242號，德國專利號碼DE2349247 A1號

## 內部連結
- 汪克爾引擎
- 馬自達轉子引擎

## 外部連結
- （英文）DOMZ: Pistonless rotary engine